# NGC 2275
NGC 2275 je galaksija u zviježđu Blizancima.

## Vanjske poveznice
- SEDS: NGC 2275